# 四線真巨口魚
四線真巨口魚（学名：Eustomias tetranema）为輻鰭魚綱巨口鱼目巨口鱼科的其中一種。分布於大西洋區，包括從亞速群島至加那利群島及巴西外海等海域，為深海魚類，棲息深度可達3000公尺，體長可達15公分。

## 扩展阅读
維基物種上的相關：四線真巨口魚